# تشاد إيغل
تشاد إيغل (بالإنجليزية: Chad Eagle)‏ هو لاعب دوري الرغبي نيوزيلندي، ولد في 24 أغسطس 1971 في أوكلاند في نيوزيلندا.